# 龙库尔
龙库尔（法語：Roncourt，法語發音：[ʁɔ̃kuʁ]；洛林语：Ranco）是法国摩泽尔省的一个市镇，属于梅斯区。

## 地理
龙库尔（49°12'10"N, 6°2'32"E）面积6.73 平方千米，位于法国大東部大區摩泽尔省，该省份为法国东北部内陆省份，是洛林的一部分，西南接默尔特-摩泽尔省，东临下莱茵省，北与卢森堡和德国接壤。
与龙库尔接壤的市镇（或旧市镇、城区）包括：阿姆内维尔、布龙沃、费沃、马朗日-锡尔旺日、蒙图瓦拉蒙塔涅、圣玛丽欧谢讷、圣普里瓦拉蒙塔涅。

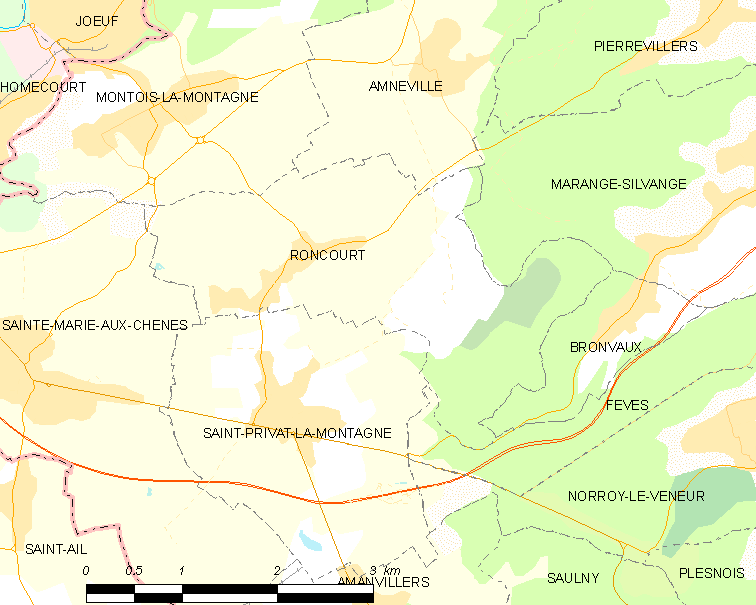
龙库尔的OSM定位图

龙库尔的时区为UTC+01:00、UTC+02:00（夏令时）。

## 行政
龙库尔的邮政编码为57860，INSEE市镇编码为57593。

## 政治
龙库尔所属的省级选区为龙巴县。

## 人口

1962-2008年间龙库尔人口变化图示

龙库尔于2022年1月1日时的人口数量为1048人。